# Bureta (Aragó)
Bureta és un municipi de la província de Saragossa, situat a la comarca del Camp de Borja. El 2020 tenia 206 habitants.